# Каскелявичюс, Игнас
Игнас Каскелявичюс (лит. Ignas Kaškelevičius; род. 28 августа 2003) — литовский футболист, нападающий клуба «Трансинвест».

## Карьера

### «Трансинвест»

#### Начало карьеры
Воспитанник футбольной академии литовского клуба БФА, за основную команду котого стал выступать в 2018 году. В 2019 году футболист перешёл в клуб «Вильнюс», однако затем футболист через год вернулся в БФА, также за сезон сыграв за вторую команду клуба. В начале 2022 года футболист перешёл в вильнюсский «Жальгирис», где выступал за вторую и третью команды клуба в Первой лиге и Второй лиге соответственно. В начале 2023 года футболист перешёл в «Трансинвест». Дебютировал за клуб футболист 18 марта 2023 года в матче против клуба «Ионава», выйдя на замену на 80 минуте и отличившись своим дебютным забитым голом. Вместе с клубом футболист вышел в финал Кубка Литвы, где в полуфинальном матче 9 сентября 2023 года победили клуб «Джюгас». Вместе с клубом футболист стал обладателем Кубка Литвы, где в финале 1 октября 2023 года победили клуб «Шяуляй». По итогу сезона футболист вместе с клубом стал победителем чемпионата. По  окончании срока арендного соглашения футболист покинул клуб, за который успел отличиться 5 забитыми голами.

#### Сезон 2024
Новый сезон футболист начал 25 февраля 2024 года с поражения за Суперкубок Литвы против клуба «Паневежис», которому уступили в серии пенальти, однако сам футболист остался на скамейке запасных. Первый матч в чемпионате футболист сыграл 3 марта 2024 года против клуба «Хегельманн», выйдя на замену на 73 минуте, также отличившись своей первой результативной передачей. Первыми забитыми голами в сезоне футболист отличился 3 мая 2024 года в матче Кубка Литвы против клуба «Эйфория», оформив хет-трик.

## Достижения
«Трансинвест»
- Обладатель Кубка Литвы: 2023
- Победитель Первой лиги: 2023